# Mark Lee (chanteur)
Pour les articles homonymes, voir Mark Lee (homonymie).
Mark Lee (coréen : 마크 리), également connue sous le mononyme Mark, né le 2 août 1999 à Toronto, est un chanteur, danseur et rappeur canadien basé en Corée du Sud. Il est membre depuis 2016 du groupe NCT et notamment de ses sous-unités NCT Dream et NCT 127. Il a également été membre en parallèle du supergroupe SuperM.

## Biographie
Mark Lee né le 2 août 1999 à Toronto, au Canada. À ses 7 ans, Mark et sa famille déménagent à New York, aux États-Unis, où il y suit sa scolarité à l'école primaire. Finalement, sa famille et lui retourneront au Canada, à Vancouver, jusqu'à ses 14 ans. À la suite de cela, Mark part s'installer à Séoul, en Corée du Sud, après avoir réussi les SM Global Audition. Il est présenté au public en décembre 2013 à travers le projet SM Rookies qui rassemble toutes les recrues du label SM Entertainment.
En février 2016, Lee Soo-man, fondateur de SM Entertainment, annonce un nouveau projet nommé «NCT». Il s'agit d'un boy group, combinant les méthodes de développement précédemment mises en place par l'agence et ayant un nombre illimité de membres venus du monde entier. En avril 2016, Mark est annoncé comme l'un des premiers membres de NCT et fait ses débuts en tant que membre de l'unité rotative NCT U. En juillet 2016, Mark fait ses débuts avec NCT 127, la première sous-unité fixe de NCT et ayant pour vocation d'être basée à Séoul. Le mois suivant, en août 2016, Mark fait également ses débuts en tant que membre de NCT Dream, seconde sous-unité fixe de NCT, celle-ci ayant pour but d'être composé de jeunes adolescents,.
À la fin de l'année 2018, Mark quitte NCT Dream dû au concept initial de la sous-unité qui consiste à diplômer les membres atteignant l'âge adulte. Finalement, ce concept est abandonné et Mark fait son retour au sein de NCT Dream en 2020.
De février 2018 à janvier 2019, Mark coprésente l'émission musicale Show! Music Core.
En 2019, Mark rejoint en parallèle SuperM, un supergroupe composé de plusieurs artistes signés sous SM Entertainment.
En janvier 2022, Mark sort son premier single en solo nommé Child.
En avril 2025, Mark sort son premier album en solo intitulé The Firstfruit qu'il considère comme une autobiographie.

### Mode et publicité
Depuis 2022, Mark est ambassadeur de la marque de prêt-à-porter Polo Ralph Lauren. En 2025, Mark devient le premier ambassadeur de la chaîne de restauration rapide Tim Hortons en Corée du Sud.

## Discographie

### Album studio
| Année | Titre          | Détails                                                                                              | Classements | Classements | Ventes                                         |
| Année | Titre          | Détails                                                                                              | COR         | JAP         | Ventes                                         |
| ----- | -------------- | --- | ----------- | ----------- | ---------------------------------------------- |
| 2025  | The Firstfruit | - Date de sortie : 7 avril 2025 - Label : SM Entertainment - Formats : CD, téléchargement, streaming | 1           | 8           | - COR : plus de 504 000 - JAP : plus de 26 200 |

### Singles
| Année                                                              | Titre                                   | Classements | Classements | Classements  | Album          |
| Année                                                              | Titre                                   | COR         | USA World   | MON Excl. US | Album          |
| ------------------------------------------------------------------ | --------------------------------------- | ----------- | ----------- | ------------ | -------------- |
| 2022                                                               | Child                                   | 23          | 8           | 132          | Hors album     |
| 2023                                                               | Golden Hour                             | 112         | 13          | —            | Hors album     |
| 2024                                                               | 200                                     | 61          | —           | —            | The Firstfruit |
| 2024                                                               | Fraktsiya (프락치) (feat. Lee Young-ji) | 54          | —           | —            | The Firstfruit |
| 2025                                                               | +82 Pressin' (feat. Haechan)            | 144         | —           | —            | The Firstfruit |
| 2025                                                               | 1999                                    | 12          | —           | —            | The Firstfruit |
| « — » signifie que le titre ne s'est pas classé dans cette région. |                                         |             |             |              |                |

#### Apparitions en featuring et en collaboration
| Année                                                              | Titre                                       | Classements | Classements | Classements  | Album         |
| Année                                                              | Titre                                       | COR         | USA World   | MON Excl. US | Album         |
| ------------------------------------------------------------------ | ------------------------------------------- | ----------- | ----------- | ------------ | ------------- |
| 2017                                                               | Young & Free (avec Xiumin)                  | 31          | 6           | —            | SM Station    |
| 2017                                                               | Lemonade Love (avec Parc Jae-jung)          | 197         | 17          | —            | SM Station    |
| 2022                                                               | How We Do (Xiumin feat. Mark)               | —           | —           | —            | Brand New     |
| 2023                                                               | HO (Yesung feat. Mark)                      | —           | —           | —            | Sensory Flows |
| 2024                                                               | Time Machine (Doyoung feat. Taeyeon & Mark) | 119         | —           | —            | Youth         |
| 2024                                                               | Sunkissed (Big Naughty feat. Mark)          | 124         | —           | —            | Hors album    |
| « — » signifie que le titre ne s'est pas classé dans cette région. |                                             |             |             |              |               |